# Óscar Salazar
Óscar Salazar (n. 3 noiembrie 1977, Ciudad de México, Mexic) este un taekwondist ce a reprezentat Mexic, medaliat olimpic. A participat la o ediție a Jocurilor Olimpice (2004) în care a câștigat o medalie de argint.